# Bemiparina
Bemiparina é um fármaco do grupo das heparinas de baixo peso molecular utilizado como anticoagulante, com administração somente pela via subcutânea, preferencialmente pelo abdomen. É um fármaco de segunda geração. Sua atuação intervere na ação da trombina, um fator importante na coagulação sanguínea.

## Indicações
A bemiparina geralmente é utilizada em cirurgias ortopédicas de alto risco e cirurgias gerais de risco moderado para prevenir o risco de doença tromboembolíca. É também usado na hemodiálise e em pacientes com trombose venosa profunda.

## Precauções
- Não deve ser administrado em mulheres grávidas e lactantes.
- Pacientes com disfunção renal ou hepática
- Hipertensos
- Qualquer lesão anterior com sangramento

## Interações
O medicamento pode interagir com ácido acetilsalicílico, ticlopidina e AINEs, devido estes fármacos proporcionarem um grau maior de risco de hemorragias. O médico observa também, o uso de bemiparina com glicocorticóides, dextrana e fármacos antagonistas da vitamina K.

## Alguns nomes comerciais
- Hibor®